# Mallala
Mallala è una città dell'Australia Meridionale (Australia); essa si trova 55 chilometri a nord di Adelaide ed è la sede della Municipalità di Mallala. Al censimento del 2006 contava 737 abitanti.
Famoso è il suo autodromo Mallala Motor Sport Park.